# Nişancı Hacı Ahmed Pascià
Nişancı Hacı Ahmed Pascià conosciuto anche come Şehla Ahmed Pascià o Hacı Şehla Ahmed Pascià o Kör Vezir Ahmed Pascià (in italiano: Ahmed Pascià il Visir cieco) (Söke, ... – Aleppo, Febbraio 1753) è stato un politico ottomano.
Fu un gran visir ottomano durante il regno di Mahmud I, fu anche il governatore ottomano dell'Egitto dal 1748 al 1751.

## Biografia

### Primi anni
La sua famiglia era originaria di Alaiye (oggi Alanya nella provincia di Antalya, Turchia), ma Ahmed nacque a Söke (nella provincia di Aydın, Turchia) e suo padre si chiamava Cafer. Uno dei suoi zii era un visir. Iniziò la sua carriera amministrativa con l'incarico di imrahor (capo stalliere). Nel 1738 fu promosso governatore dell'Eyalet di Aidin. Nel 1742 tornò a Costantinopoli, la capitale. Fu nominato nişancı (calligrafo di corte, una delle più alte cariche amministrative). Poco dopo, fu promosso gran visir il 23 giugno 1740.
A volte veniva chiamato Kör Vezir ("visir cieco") perché era un po' strabico.

### Gran visierato
Il suo mandato fu uno dei pochi periodi di pace nella storia dell'Impero Ottomano, poiché la guerra contro la Monarchia Asburgica e l'Impero russo era appena finita e Nader Shah di Persia era occupato in Transoxiana e Daghestan. Nonostante le condizioni favorevoli, Ahmed Pascià non fu in grado di approfittare dello stato politico di pace e non riuscì a seguire il programma di recupero e riforma che si era prefissato. Nel frattempo, fu accusato di disonestà e indifferenza agli affari di stato. Fu destituito dall'incarico il 21 aprile 1742 e fu sostituito dal più esperto Hekimoğlu Ali Pascià, che aveva già svolto una volta un mandato da gran visir 10 anni prima.

### Ultimi anni
Fu esiliato nell'isola di Rodi. Poco dopo, tuttavia, tornò al servizio del governo. Nel 1743, divenne il governatore del Sangiaccato di İçel (nella moderna provincia di Mersin, Turchia) e poi il governatore dell'Eyalet di Sidone . Dopo l'inizio della nuova fase della guerra contro la Persia, ricevedde l'incarico di Serdar (comandante di campo) per la parte settentrionale del fronte, dove difese con successo Kars (nella moderna Turchia). Poi lavorò come governatore dell'Eyalet di Aleppo (nella moderna Siria) e dell'Eyalet di Diyarbekir.
Dopo il trattato di Kerden, fu nominato governatore dell'Eyalet di Baghdad nel 1747, governatore dell'Eyalet d'Egitto nel 1748 e governatore dell'Eyalet di Adana nel 1751. Tuttavia, Ahmed Pascià rifiutò quest'ultima posizione ad Adana, e nel 1752, tornò al suo precedente governatorato ad Aleppo, dove morì nel febbraio 1753.
I contemporanei nell'Egitto ottomano lo descrissero come un uomo interessato alle scienze e alla filosofia, ma riferirono che rimase deluso quando scoprì che la famosa università Al-Azhar del Cairo aveva smesso di insegnare le scienze e si concentrava solo sull'educazione religiosa. Secondo quanto ci è stato tramandato, trovò che anche gli egiziani e gli ulema più istruiti erano analfabeti in matematica di base, passando la maggior parte del suo tempo con i pochi che trovò che condividevano il suo interesse nelle scienze.